# Комань (Румунія)
Комань, Комані (рум. Comani) — село у повіті Олт в Румунії. Адміністративно підпорядковане місту Дрегенешть-Олт.
Село розташоване на відстані 130 км на захід від Бухареста, 28 км на південь від Слатіни, 55 км на схід від Крайови.

## Населення
За даними перепису населення 2002 року у селі проживала 3321 особа. Рідною мовою 3319 осіб (99,9%) назвали румунську.
Національний склад населення села:
| Національність | Кількість осіб | Відсоток |
| -------------- | -------------- | -------- |
| румуни         | 3308           | 99,6%    |